# Мультитрекер

Жёлтым цветом показаны клиенты, имеющие мультитрекерный торрент-файл. Темно-синим показаны связи, обеспеченные за счёт мультитрекерности.

Мультитрекер (англ. multitracker) — расширение формата метаданных BitTorrent, предложенное Джонном Хоффманом, автором BitTornado. Заключается в добавлении словаря «announce-list» (взамен поля «announce»), позволяющего указывать не один, а несколько трекеров. Поддержка полностью зависит от клиента, не требует изменений в трекерах, не несёт изменений протокола. В случае отказа одного из трекеров, расширение позволяет продолжить процесс файлообмена. К недостаткам можно отнести увеличение объёма трафика идущего на запросы к трекерам.